# Boninosuccinea
Boninosuccinea é um género de gastrópode  da família Succineidae.
Este género contém as seguintes espécies:
- Boninosuccinea ogasawarae
- Boninosuccinea punctulispira